# السهلة (حبيش)

تعديل مصدري - تعديل

السهلة هي إحدى قرى عزلة بني شبيب بمديرية حبيش التابعة لمحافظة إب، بلغ تعداد سكانها 774 نسمة حسب تعداد اليمن لعام 2004.